# Porta Santa Croce (Reggio Emilia)
Porta Santa Croce (Porta Santa Cròuš in dialetto reggiano) è una delle porte delle mura di Reggio nell'Emilia, che corrispondono come perimetro agli attuali viali di circonvallazione. È l'unica tra le porte e le posterle di Reggio nell'Emilia ad essersi salvata dalle demolizioni che interessarono le mura alla fine dell'800.

## Storia
Porta Santa Croce sorge all'estremità nord del centro storico di Reggio nell'Emilia, al termine di via Roma, sull'antica via che portava a Reggiolo, avamposto costruito dai reggiani verso il confine con il comune di Mantova. La porta venne costruita nel 1199 su ordine del podestà di Reggio, il bolognese Guidone Lambertino, ed intitolata alla Croce. Venne interrata con la costruzione del bastione di Santa Croce nel 1551 e riscoperta solo nel 1858, con l'abbattimento del bastione dovuto alla costruzione della ferrovia Milano-Bologna. Il restauro che ne seguì, operato dall'architetto Giulio Bergonzi e ultimato l'anno seguente, non fu dei più felici tanto che della costruzione originale vennero conservate solo le due arcate esterne.

## Porta Santa Croce oggi
Oggi si presenta come una grossa costruzione in cotto, con due archi a tutto sesto al centro. I due archi sono sormontati dallo stemma del Regno d'Italia e dalla scritta RESTAURATA ANNO MDCCCLIX. Dopo un generale abbandono della porta e del quartiere retrostante, sul finire degli anni novanta del '900 entrambi vennero riqualificati con restauri e con varie iniziative, come ad esempio "Viaromaviva", che hanno salvato la zona e la porta da un triste e squallido degrado.

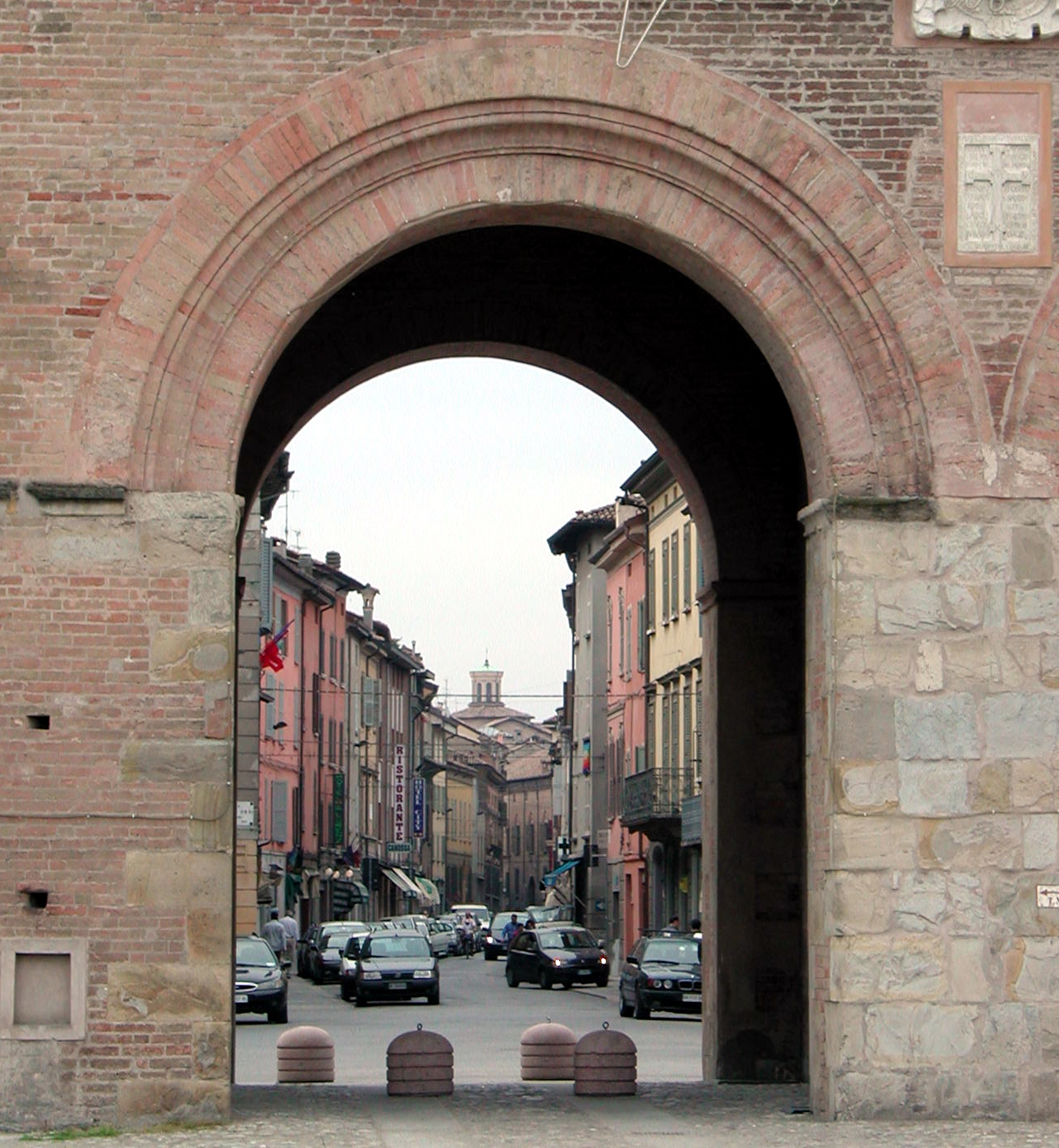
La porta verso la città